# Hyalophora
Genre
Hyalophora est un genre  de lépidoptères (papillons) appartenant à la famille des Saturniidae.

## Liste des espèces
Selon BioLib (3 décembre 2021) :
- Hyalophora cecropia (Linnaeus, 1758)
- Hyalophora columbia (S.I. Smith, 1865)
- Hyalophora euryalus (Boisduval, 1855)
- Hyalophora kasloensis (Cockerell, 1914)
- Hyalophora leonis Naumann, Nässig & Nogueira G., 2014
- Hyalophora mexicana Nässig, Nogueira G. & Naumann, 2014